# Бозаро
Бозаро (італ. Bosaro, вен. Bosaro) — муніципалітет в Італії, у регіоні Венето, провінція Ровіго.
Бозаро розташоване на відстані близько 350 км на північ від Рима, 70 км на південний захід від Венеції, 8 км на південь від Ровіго.
Населення — 1516 осіб (2014).

## Демографія
Населення за роками:

Станом на 1 січня 2023 року в муніципалітеті офіційно проживали 254 іноземці з 22 країн, серед них 68 громадян країн Євросоюзу та 10 громадян України.

## Сусідні муніципалітети
- Аркуа-Полезіне
- Гуарда-Венета
- Полезелла
- Понтеккьо-Полезіне
- Ровіго